# ЛиАЗ-6228
ЛиАЗ-6228 (ГолАЗ-6228) — 15-метровый городской полунизкопольный трехосный автобус Голицынского автобусного завода особо большого класса на шасси Scania L94UB. Предназначен для крупных городов с интенсивным и сверхинтенсивным пассажиропотоками. Рассчитан на 142 пассажира и имеет 35 посадочных мест. Имеет большую накопительную площадку, в качестве одной из опций производителем предлагается специальное устройство (аппарель) для въезда/съезда инвалидных колясок. Автобус соответствует нормам экологической безопасности Евро-3.

## История

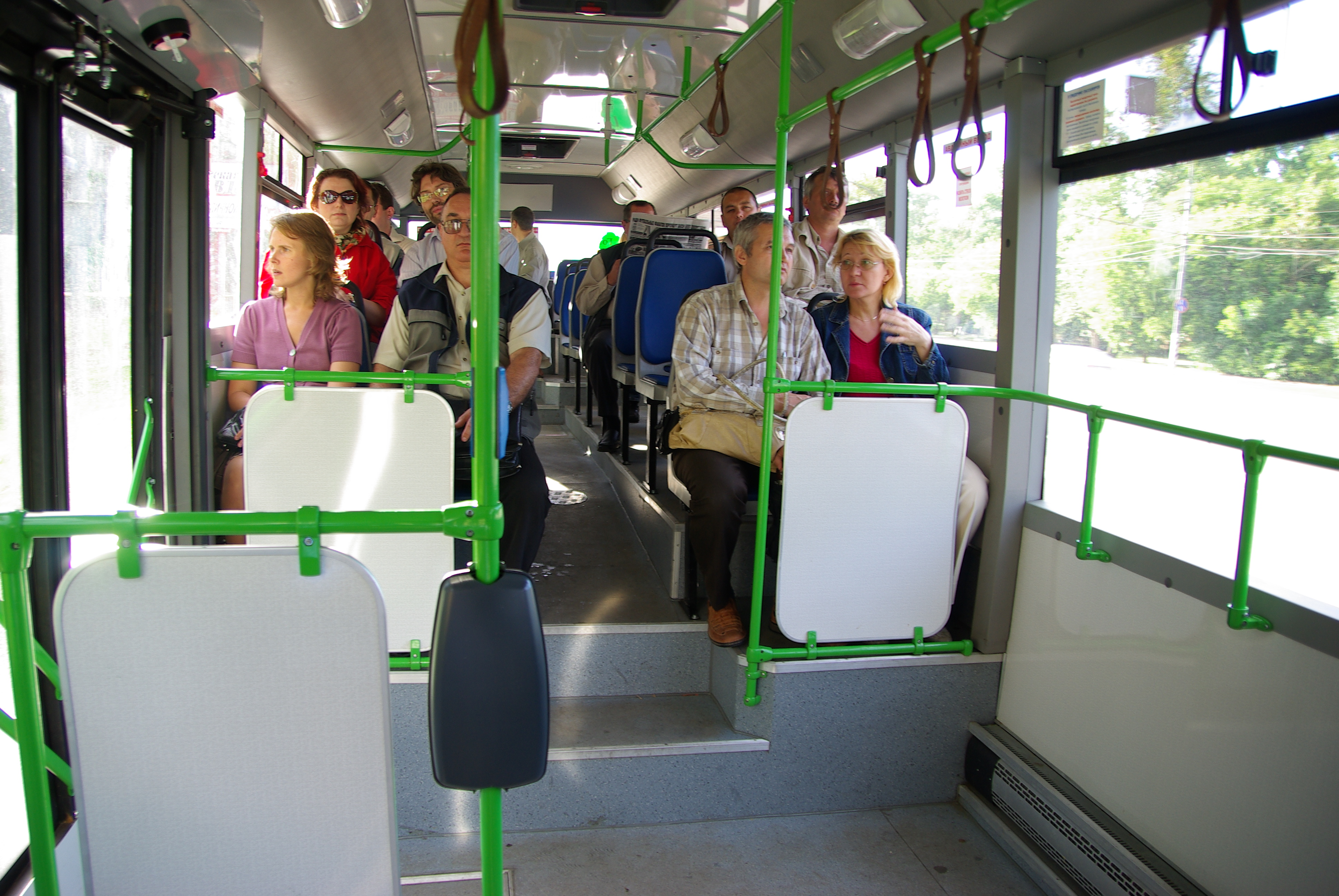
Салон ГолАЗ-6228

Модель ГолАЗ-6228 была впервые представлена широкой публике в Культурно-выставочном центре «Сокольники» в рамках Международного транспортного форума ITF-2006 (Москва, 11—14 апреля 2006 года). Модель считалась перспективной, на московских маршрутах на тот момент уже хорошо зарекомендовали себя подобные автобусы, собранные на других заводах (МАЗ-107 и Волжанин-6270). Как и Волжанин-6270, ГолАЗ-6228 изготовлен на шасси Scania и оснащён двигателем того же производителя. 
В конце 2006 года в ГУП «Мосгортранс» поступили первые 4 автобуса ГолАЗ-6228. На линию первый автобус вышел в конце декабря и курсировал по маршруту № 608. Остальные 3 автобуса были распределены между Филёвским автобусно-троллейбусным, 10-м и 17-м парками и начали эксплуатироваться в 2007 году.
C октября 2007 года по апрель 2008 года была поставлена вторая партия автобусов (44 единиц), после этого «Мосгортранс» снова переключился на закупку трёхосных МАЗов и Волжанинов. Всего было изготовлено и реализовано за 2007—2008 год 77 автобусов ГолАЗ-6228.
В настоящий момент большинство автобусов данной модификации, эксплуатируемые в ГУП «Мосгортранс» списаны, оставшаяся часть также отстранена от эксплуатации и ждет списания.

## Модификации

### ГолАЗ-6228.10
ГолАЗ-6228.10 — вариант автобуса для междугородных пассажирских перевозок на расстояния до 300—500 км. Собран на шасси Scania L94UB. Создан в 2007 году, серийное производство началось в 2008 году. В отличие от городской модели, ГолАЗ-6228.10 — высокопольный и имеет две двери вместо трёх, передняя дверь — одностворчатая. Автобус имеет 63 посадочных места, на рейсах небольшой протяжённости могут быть использованы дополнительно 32 стоячих места.
В настоящее время выпуск моделей ГолАЗ-6228 и ГолАЗ-6228.10 прекращен. В 2016 году был выпущен единственный ЛиАЗ-6228.10.

### ГолАЗ-6228.10-11 «Вояж L»
В 2013 году было выпущено 88 экземпляров модернизированной версии ГолАЗа-6228.10 — ГолАЗ-6228.10-11 «Вояж L». В салонах установлены системы климат-контроля, комфортабельные сиденья с откидным столиком, багажные полки с индивидуальными сервис-блоками, а также дополнительные системы безопасности: бортовой навигационно-связные терминалы, внутрисалонные фотокамеры, видеокамеры в салоне и кабине водителя, видеокамеры заднего вида; датчики температуры и дыма, автоматические системы пожаротушения; видеорегистраторы, Wi-Fi, электронно-цифровые рейсоуказатели, автоинформаторы. Автобусы с завода поступили в филиалы ГУП МО «Мострансавто», а позднее были задействованы в период подготовки и проведения Олимпийских игр 2014 года в Сочи.